# Viļāni
Viļāni (németül: Welonen) kisváros Lettországban.

## Fekvése
Viļāni a Latgalei-felföld központjában, a Malta folyó partján terül el a Rigát Moszkvával összekötő vasútvonal és az E22-es európai főútvonal mentén. Rigától vasúton 198 km-re, közúton 216 km-re délkeletre található.

## Története
Viļāni első írásos említése 1495-ből származik a Rigai érsekség irataiban. A területet 1507-ben Wolter von Plettenberg érsek De Loe birtokába adta. Ezt követően a birtok többször gazdát cserélt. 1752-ben az akkori földesúr, Miķeļs Riks meghívta a cisztercieket és kolostort építtetett számukra, valamint hozzákezdett a barokk stílusú Mihály arkangyal-templom építéséhez. A viļāni ciszterciek több iskolát alapítottak a környéken, és a kolostorban jelentős latin és lengyel nyelvű könyvtárat hoztak létre.
1839-ben a birtokot Vincent Jankovskis vásárolta meg, aki az 1850-es években egy lenfeldolgozó üzemet alapított, amely a maga 177 dolgozójával az akkori Orosz Birodalom három modern lenvászongyárának egyike, és a cári hadsereg egyik legnagyobb beszállítója volt.
A település 1928-ban kapott városi jogokat.
1950-ben vízerőmű épült a Malta folyón. A vízerőművet 1992-ben privatizálták, ez volt Lettország első privatizált energetikai vállalata.

## Látnivalók
A 18. században épült barokk stílusú templom és cisztercita kolostor, valamint a hozzájuk tartozó park a város legjelentősebb látnivalói. A kolostorépület belső kerengőjével a cisztercita építészet tipikus alkotása, és mint ilyen, Lettország egyedülálló építészeti műemléke.

## Külső hivatkozások
- Viļāni információs portálja